# 莫里茨·福尔茨
莫理士·禾斯（Moritz Volz，1983年1月21日—）是一名德國足球運動員，司職後衛，主要擔任右閘，亦可勝任後防任何一個位置或中場，現時效力德甲球會聖保利。

## 生平

### 球會
早年
禾斯出生於前西德北莱茵-威斯特法伦锡根-维特根施泰因县的首府锡根，15歲時加入家鄉附近的德甲球會史浩克零四，僅一年後，於代表德國青年隊時被英超球會阿仙奴相中，在1999年夏季正式簽約加盟。
禾斯只為阿仙奴一隊上陣兩場，均為英格蘭聯賽盃，2000年11月1日第三圈對葉士域治正選上陣約60分鐘；兩年後對新特蘭再獲派上陣，於完場前10分鐘入替賓納。2003年1月31日禾斯獲外借到溫布頓5星期，於首場披甲作客白禮頓射入個人首個入球，協助球隊3-2獲勝奉凱而歸，其後獲延長借用1個月，期間合共上陣10場。翌季季初禾斯再被外借到英超球會富咸直到12月尾，期間上陣17場，表現深得時任領隊基斯·高文（Chris Coleman）讚賞，於2004年1月以象徵身價正式將禾斯收歸旗下，簽約直至2007年夏季。
富咸
禾斯的入球能力一向偏低，加盟富咸第二季才於2005年1月19日在英格蘭足總盃第三圈對屈福特取得首個入球。2006年12月3日作客0-0賽和西布朗，禾斯與保羅·羅賓遜發生碰撞後肋骨骨裂及刺穿肺部，養傷兩個月後復出，碰巧再遇西布朗，富咸主場大勝6-1為禾斯一吐烏氣。
禾斯的兩個聯賽入球全部在2006/07年球季取得，首球於2006年10月21日作客對阿士東維拉射入扳平1-1；12月30日作客史丹福橋球場對車路士，禾斯於16分鐘先拔頭籌，這是英超成立後第15,000個入球，他因而獲得「15,000禾斯」（15,000 Volz）的新綽號，同時亦可獲得15,000英鎊捐贈給他指定的慈善團體，他平分三份捐給「踢出生命」（Kick 4 Life）、王子基金（The Prince's Trust）及富咸社區慈善計畫。一星期後禾斯在英格蘭足總盃第三圈對莱斯特城時射入效力富咸最後一個入球。
2006年12月8日禾斯續約到2009年，由於球隊傷兵眾多，他被調任中場，但他認為自己並非全能球員，仍希望擔當最擅長的右閘位置。2007年4月10日一直支持禾斯的領隊基斯·高文因球隊7場不勝而陷入降班危機而被解僱，禾斯表示各球員均需負責，最終富咸以第16位結束球季，僅比降班區域高兩位及多1分。12月26日富咸作客白鹿徑球場以1-5負於熱刺，禾斯於賽事末段領得第二面黃牌，生涯首次被逐離場。兩天後罗伊·霍奇森（Roy Hodgson）接任領隊，禾斯逐漸失去正選席位，而富咸於聯賽煞科日1-0擊敗樸茨茅夫，僅以得失球差壓倒雷丁逃出生天。 
新球季罗伊·霍奇森增強防守人腳後禾斯已成剩餘物資，並表示只需50萬英鎊即可讓他離隊，英冠球會葉士域治時任領隊吉米·马吉尔顿（Jim Magilton）表示興趣，但最終只達成整季借用協議，期間合共上陣23場沒有入球。
2009年7月1日在與富咸約滿後不獲續約，效力5年期間為球隊合共上陣146場。
禾斯因為熱中服務富咸社區而深受支持者愛戴，他更經常騎單車前往主場參加主場賽事，在主看台上被暱稱為「220禾斯」（220 Volz）、「電工」（The Electrician）、「電阻器先生」（Mr Resistor）或「電燈胆」（The Lightbulb），但最常仍然被稱為「禾斯仔」（Volzy）。
自由球員
約滿後禾斯繼續跟隨富咸操練保持狀態，上季的腹股溝傷勢仍然未完全康復，雖然獲得英冠或海外的邀約，禾斯表明仍希望留在英超參賽，西甲球會馬拉加曾對禾斯表示興趣。9月禾斯到德國的雷根斯堡進行康復治療，其療程直到11月尾才完結。
2010年1月2日禾斯獲機參加其效力首間球會史浩克零四的試訓，隨隊前赴西班牙加的斯省奇克拉纳德拉弗龙特拉德（Chiclana de la Frontera）作歇冬開季前集訓，但一星期集訓完畢後未能打動菲利斯·馬加夫贏取合同後離隊。返回英格蘭後禾斯追隨英冠球會昆士柏流浪參加訓練，於3月25日獲新任領隊尼爾·禾諾克（Neil Warnock）提供短期合約至球季結束，但禾斯未有即時應允，在3月7日為昆士柏流浪預備隊上陣，以2-1反勝白禮頓。
聖保利
2010年6月15日禾斯選擇返回德國加盟德甲升班馬聖保利，簽約兩年。

### 國家隊
雖然禾斯仍未有機會為德國國家隊上陣，他曾代表德國參賽不同年齡級別國際賽，包括協助由迪特尔·艾尔茨（Dieter Eilts）帶領的德國U21晉級2006年在葡萄牙舉行的歐洲U-21足球錦標賽決賽週，但在分組初賽敬陪末席出局。
在國家隊右閘位置競爭激烈，包括主力費斯、老將費特列治及軒基排在禾斯前面，但2004年11月17日在莱比锡對喀麥隆，禾斯獲時仕領隊奇連士文徵召入伍，坐於後備席但沒有機會替補上陣。

### 其他事業
禾斯在英國為塞坦塔體育頻道（Setanta Sports）、ESPN及英國獨立電視台（ITV）擔任足球評述工作。禾斯亦為英格蘭職業足球運動員協會（PFA）的管理委員會成員。

## 外部連結
- 足球数据库：莫里茨·福尔茨的球员统计数据
- Volzy.com 個人官網 （页面存档备份，存于）
- 衛報專訪 （页面存档备份，存于）